# Dödens barn
Dödens barn är en kriminalroman av Leif Silbersky och Olov Svedelid, utgiven 1981. Ett tema i boken är högerextremism. Romanen ingår i serien om advokaten Samuel Rosenbaum.